# Иванов, Прокопий Владимирович
Иванов Прокопий Владимирович (1879 год — 1919 год) — челябинский торговый и политический деятель, последний городской голова Челябинска (1918—1919), глава городской управы (1919), глава комитета по охране города (1919), владелец магазина, торговый депутат (1912).

## Биография
Родился в 1879 году.
Был владельцем писчебумажного, музыкального и фотографического магазин магазина на Уфимской улице (ныне улица Кирова). После 1920-х годов на месте магазина в разные годы располагались столовая ЦРК, клуб пионеров, кинотеатр. В годы перестройки здание снесли. Помимо торговли Иванов занимался выпуском почтовых открыток с челябинским видами.
С 1918 года по 1919 год занимал должность городского головы Челябинска.
Был избран председателем правления Совета профсоюза в апреле 1918 года.
Наряду с должностью городского головы в 1919 году был главой городской управы и главой комитета по охране города.
В 1919 году покинул Челябинск вместе с отступающей Белой армией.
Арестован 7 декабря 1919 года в Омске.
22 декабря 1919 года приговорён Сибирской ЧК к расстрелу за контрреволюционной деятельности и участие в подпольной организации «Союз возрождения России».
Реабилитирован 9 июля 1992 года.